# Marcus Siepen

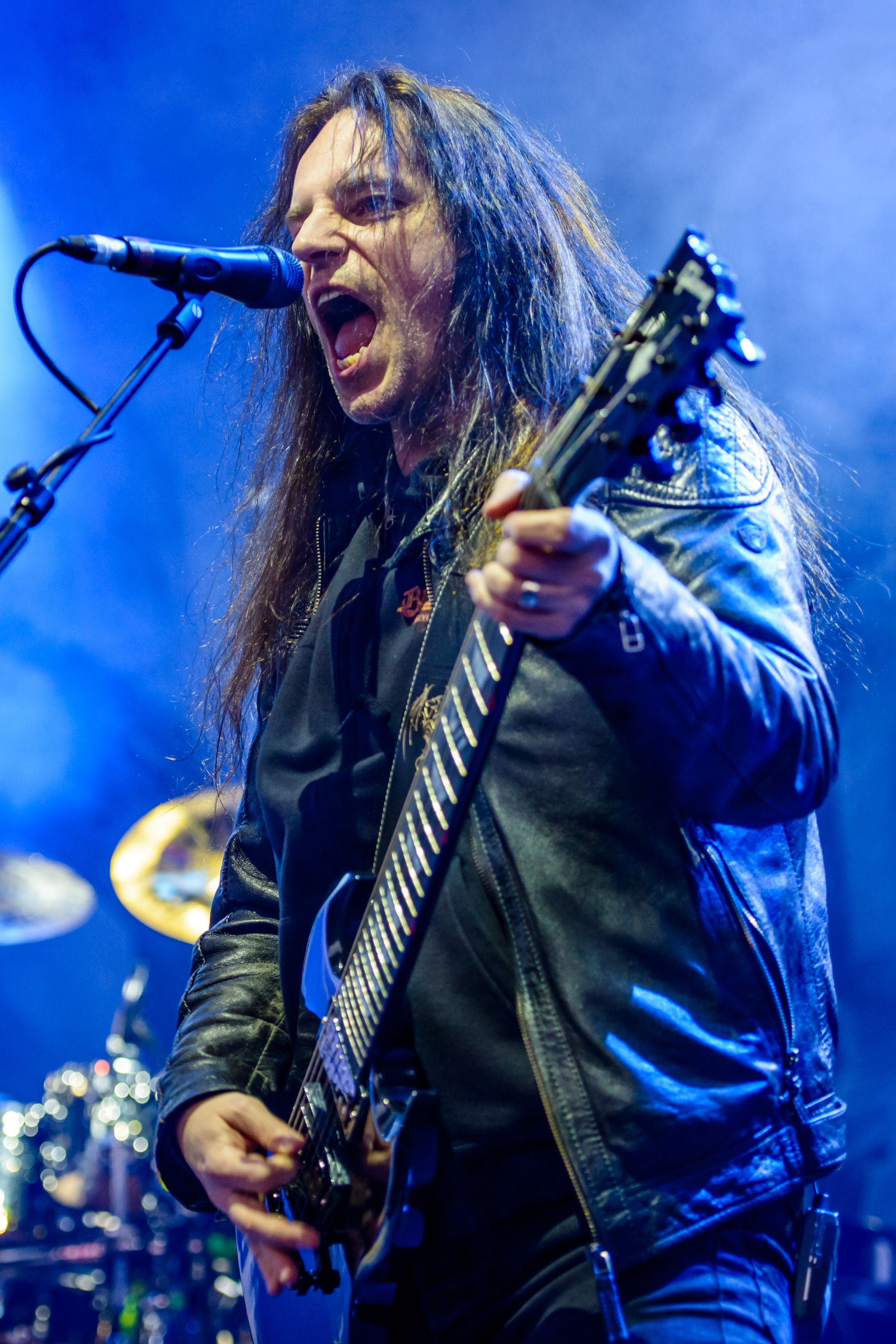
Marcus Siepen, 2016

Marcus Siepen (nacido el 8 de septiembre de 1968 en un pueblo llamado Krefeld, Alemania) es el guitarra rítmico de la banda de Power Metal alemán Blind Guardian. 